# POKI
POKI는 다운로드 없이 링크만 있으면 들어갈수 있는 무료 온라인 게임을 모아놓은 사이트이다.

## 특징
서브웨이 서퍼스, 2048 등의 모바일 게임의 플레이가 가능하며 2024년 7월 기준 월 6천만명의 유저가 사용 중이라고 한다. 게임 플레이를 위한 앱 설치가 필요하지 않기 때문에 부모 또는 조부모 휴대폰을 빌려 쓰는 초등학생에게 인기를 끌고 있다.
다양한 종류의 게임을 할 수 있다.

## 종류
1. io.game
2. 비행기 게임
3. 레이싱 게임
4. 어드벤처 게임
5. 공포 게임
6. 격투 게임
7. 좀비 게임
8. 오토바이 게임
9. 액션 게임
10. 탈출 게임
11. 퍼즐 게임
12. 새로운 게임
13. 소녀 게임
14. 마인크래프트 게임
15. 영화 게임
16. 기술 게임보드 게임
17. 운동 게임
18. 어드벤쳐 게임
19. 두뇌 게임
20. 탱크 게임
21. 상어 게임
22. 고전 게임
23. 슈팅 게임
24. 자동차 게임
25. 비행기 게임
26. 버스 게임
27. 드래곤볼Z 게임
28. 나루토 게임
29. FIDGET SPINNER 게임
30. 축구 게임
31. 당구 게임
32. 요리 게임
33. RPG 게임
34. 공포 게임
35. 시뮬레이션 게임
36. 경영 게임
37. 수술 게임
38. 할로윈 게임
39. 소방관 게임
40. 스도쿠퍼즐 게임